# 淨因寺 (基隆市)
25°08′01″N 121°44′17″E / 25.133637°N 121.737981°E
淨因寺，又名淨因禪寺，舊稱淨因禪堂、淨因堂，是位於臺灣基隆市中山區中山里虎仔山的觀音寺，荒廢多年，遂有「基隆鬼廟」之稱。

## 歷史

### 弘法
此寺位在基隆的虎仔山上。1925年由靈泉禪寺信徒、法名「德實」的郭蕊出資建立。1934年春，就有搭船赴日本的台籍僧侶會在此借宿，由劉梓安這名居士接待，當時名為「淨因堂」。1935年《南瀛佛教會會報》報導此佛堂的祭神為阿彌陀佛。1939年時《南瀛佛教會會報》記載時，已屬於曹洞宗講習所，登記名「淨因禪堂」，地址臺北州基隆市明治町三丁目六○番地。1942年，產權移交給法名「普仁」的劉梓安管理與作主持。
1952年，此寺產權移交給普真法師管理此寺。
1959年登記資料時，主神觀世音菩薩，配祀阿彌陀佛、彌勒佛、地藏王菩薩，例祭日為二月十九、四月初八、六月十九、七月初九、九月十九。其釋迦佛像屬於南傳佛教式樣的玉佛。1969年接受基隆市政府民政局輔導，以作組織登記；不過寺方並未遵循。
1973年左右再興建，被檢舉違建，勒令停工。動工時主持是基隆慶安宮的阿鳳姑，尚未完工就過世，之後由三位繼承人接管，維持荒廢狀態。

### 廢棄
淨因寺荒廢多年後，屋頂多支樑柱腐鏽，樓梯、牆壁多處龜裂，牆面磁磚掉落。經常有人趁半夜闖入探險，亂敲鐘來發出聲響，讓附近居民不堪其擾。
2014年12月31日上午，數十位居民在淨因寺前拉起白布條抗議，要求基隆市政府拆除淨因寺。基隆市政府民政處與基隆市政府都市發展處使用管理科承辦人員清查後表示，此寺廟未登記，也無所有權人；基隆市政府會通知三位地主，即日起三十五天改善補強，逾期就以危屋處理。
但因基隆市政府拆除經費不足，這座被戲稱「基隆鬼廟」的淨因寺未被拆毀。2015年6月，有加拿大攝影師帶著女友赴淨因寺探險，在網路放上照片供人欣賞；《台灣蘋果日報》也在該年8月探勘淨因寺，發現淨因寺尚未被斷電，其中祭拜地藏王的宮殿燈光閃爍。
當地中山里里長張金發在採訪時說明，許多人不敢靠近，因謠傳廟內地下室還留有骨灰罈；附近住戶則解釋，他們住了三十幾年，從未遇過靈異現象。2017年11月17日上午9時許，四樓失火，消防人員趕抵將火勢撲滅，無人傷亡。2019年5月31日下午，古廟再度發生大火，起火原因不明，所幸無人傷亡。
緯來綜合台《逃跑吧好兄弟》曾於2016年7月1日赴淨因寺探險取景拍攝，並於2016年8月12日23:00於該節目播出。
2023年12月，基隆市政府編列1500萬元預算對該寺廟建築進行拆除。目前預定將於2025年8月開始動工拆除。

## 圖像
- 門牌
- 一樓殿內
- 二樓半房間
- 三樓殿內